# Emil Calmanovici
Emil Calmanovici (n. martie 1896, Piatra-Neamț, România – d. 12 martie 1956, Aiud, regiunea Cluj, România) a fost un inginer, om de afaceri și militant comunist din România. Cunoscut pentru sprijinul financiar pe care l-a acordat Partidului Comunist în perioada interbelică, el a fost condamnat la închisoare în procesul lotului Pătrășcanu. Calmanovici a murit în împrejurări suspecte în închisoarea din Aiud. A fost reabilitat în 1968 de către Nicolae Ceaușescu.